# Революционная улица (Уфа)
Революцио́нная у́лица в Уфе расположена в основном на территории Советского района. Начальная часть улицы разделяет Ленинский и Советский районы города. Начинается с улицы Аксакова и упирается в проспект Салавата Юлаева.

## История
По плану Уфы 1819 г. эта улица называлась Богородской. Она являлась односторонней и замыкала северную границу города вплоть до 1879 г. Левая часть улицы была незастроенной, там располагалась освящённая в 1845 г. Иоанно-Предтеченская церковь (не сохранилась) на Старо-Ивановском кладбище. На улице находились также пороховой погреб и кузницы. На месте современного Центрального рынка была уфимская городская конюшня Главного управления государственного конезавода («царские конюшни»).
К северу от улицы территория была покрыта кустарником, лесом и использовалась для выгона скота.
Освоение незастроенной территории к северу от Богородской улицы началось после основания Сафроновской пристани на реке Белой, прокладки железной дороги и постройки железнодорожных мастерских, но и вплоть до начала XX в. эта местность считалась загородной и относилась к Богородской слободе. После революции 1917 г. улица получила своё современное название.
В конце 1936 г. вдоль улицы были проложены трамвайные рельсы, а первый трамвай был пущен 24 января 1937 г. Однако улица сохраняла свой вид почти неизменным вплоть до середины 1960-х гг., когда началась её масштабная реконструкция. Деревянные дома ещё дореволюционной постройки были снесены, а на их месте началось строительство каменных многоэтажных домов. Сама улица была расширена, и рядом с ней появился Центральный рынок.
В 2005 г. восточная часть улицы была продлена с Владивостокской до улицы Сагита Агиша, с которой соединялась автодорожным мостом. Тем самым она стала транспортной магистралью, которой восточная часть Уфы соединилась с западной.

## Современные здания и сооружения
- Здание банка Уралсиб

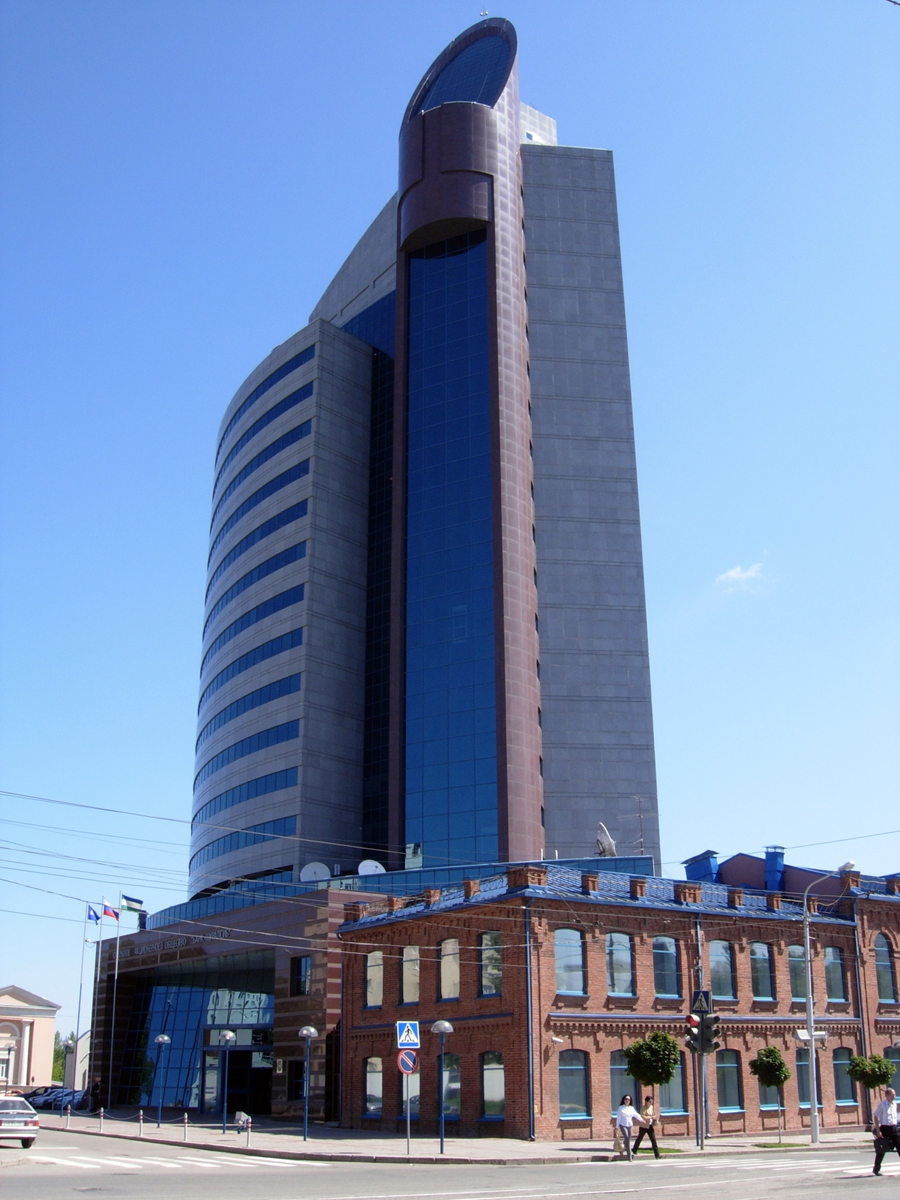
Здание банка Уралсиб на Революционной улице

- Министерство культуры Республики Башкортостан
- Уфимский авиационный техникум (ранее — Уфимское коммерческое училище)
- Редакция газеты «Киске Уфа»

## Транспорт
По Революционной улице организовано трамвайное движение от её начала (с улицы Аксакова) до улицы Мингажева (маршруты № 5, 7, 16), а также движение автобусов, маршрутных такси и троллейбусов (маршрут № 22).